# Je viens avec la pluie
Pour plus de détails, voir Fiche technique et Distribution.
Je viens avec la pluie (I Come with the Rain) est un film français du réalisateur d'origine vietnamienne Tran Anh Hung sorti en 2009 en Asie. Il s’agit d’un thriller psychologique écrit par Tran Anh Hung avec l'acteur américain Josh Hartnett dans le rôle principal.

## Synopsis
Kline, un ancien officier de police de Los Angeles, aujourd'hui détective privé, est engagé par un riche industriel d'origine chinoise pour enquêter sur la disparition en Asie de son fils unique, Shitao. Il retrouve sa trace à Mindanao (Philippines) puis poursuit ses investigations à Hong Kong. Il y retrouve un vieil ami officier de police, Meng Zi, qui l'entraîne avec lui sur les traces de Su Dongpo, un des leaders de la mafia locale. Grâce à quelques indices, Kline a l'intuition que l'enquête de Meng Zi peut l'amener à Shitao. Mais son ami est victime d'une tentative d'assassinat et hospitalisé. Dans cette ville inconnue, Kline se retrouve alors seul, sans véritables pistes pour poursuivre son enquête. Il s'enferme dans un appartement et peu à peu se replonge dans les souvenirs de Hasford, un tueur en série qu'il a traqué pendant vingt-sept mois alors qu'il était officier de police. Les crimes atroces de Hasford continuent de le hanter. Après quelques semaines immergé dans ses souvenirs terrifiants, Kline est sur le point de quitter Hong Kong en acceptant son échec quand il retrouve Shitao, un « Christ moderne » vivant parmi les clochards.

## Analyse
Après avoir réalisé trois films sur le Vietnam (L'Odeur de la papaye verte, Cyclo, À la verticale de l'été), Tran Anh Hung a voulu faire un film d'action baroque, un thriller passionné, intense et poétique, hanté par trois figures de la mythologie occidentale et cinématographique : le tueur en série, le détective privé et la figure christique.
L'action se situe à San Francisco, Mindanao (Philippines) et Hong Kong. Dans ce film, la chair est à la fois effrayante et magnifique. Elle est violente par l’incroyable charge émotionnelle qu’elle produit et c’est cette violence qui est magnifiée. Quant à la sensualité et la modernité inhérentes au film, elles sont portées par la musique composée par Gustavo Santaolalla et le groupe anglais de rock alternatif Radiohead.

## Fiche technique
- Titre : Je viens avec la pluie
- Titre original : I come with the rain
- Réalisation et scénario : Tran Anh Hung
- Photo : Juan Ruiz Anchía
- Montage : Mario Battistel
- Décors : Benoît Barouh
- Costume : Judy Shrewsbury
- Musique : Gustavo Santaolalla et Radiohead
- Producteur : Fernando Sulichin et Jean Cazès
- Société de production : Central Films, en association avec les SOFICA Cinémage 2 et Cofinova 4
- Langue : anglais
- Format : CinemaScope (1:2,35)
- Budget : 18 000 000 $
- Distribution : TFM Distribution

## Distribution
- Josh Hartnett : Kline
- Elias Koteas : Hasford
- Trần Nữ Yên Khê : Lili
- Lee Byung Hun : Su Dongpo
- Takuya Kimura : Shitao
- Shawn Yue : Meng Zi
- Eusebio Poncela : Vargas
- Sam Lee : l'évangéliste
- Russ Kingston : Felix Sportis
- Jacob J. Ziacan : l'infirmier psychiatrique
- Thea Aquino : la danseuse érotique